# Eremophila fasciata
Eremophila fasciata är en flenörtsväxtart som beskrevs av Chinnock. Eremophila fasciata ingår i släktet Eremophila och familjen flenörtsväxter. Inga underarter finns listade i Catalogue of Life.